# 第6航空隊 (德國國防軍)
第6航空隊（德语：Luftflotte 6）是德國空軍在第二次世界大戰中的其中一支部隊，1943年5月5日在蘇聯中部斯摩棱斯克編成。

## 指揮官
- 羅伯特·里特爾·馮·格萊姆元帥，1943年5月5日 - 1945年4月24日
- 奥托·德斯洛赫上將，1945年4月27日 - 1945年5月8日

### 參謀長
- 弗里德里希·克莱斯少將，1943年5月11日 - 1945年5月8日